# Траоре, Ибрагим
Ибраи́м Бенжаме́н Траоре́ (фр. Ibrahim Benjamin Traoré); род. 16 сентября 1988, Абиджан) — ивуарийский футболист, полузащитник сборной Кот-д'Ивуара.

## Клубная карьера

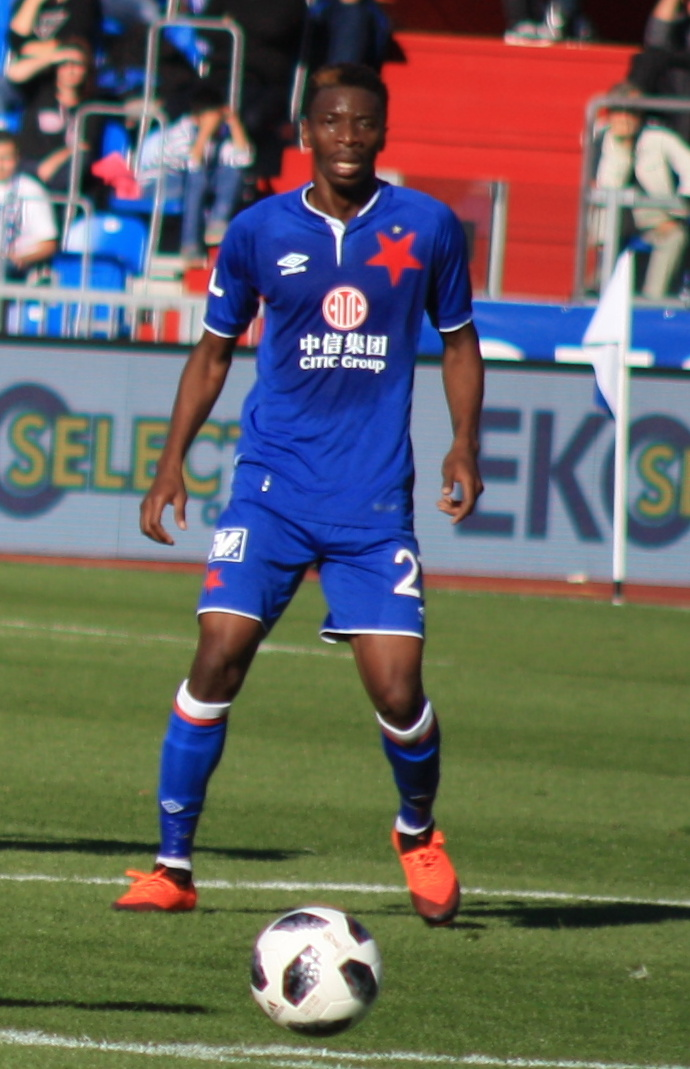
Траоре в составе «Славии»

Траоре начал карьеру в ливийском «Аль-Ахли» из Бенгази. В начале 2014 года Ибраим перешёл в чешский «МАС Таборско». 22 марта в матче против «Фридек-Мистек» он дебютировал во Второй лиге Чехии. 27 сентября в поединке против «Тршинца» Ибраим забил свой первый гол за «МАС Таборско». Летом 2016 года Траоре перешёл в «Фастав Злин». 19 сентября в матче против пражской Спарты он дебютировал в Первой лиге. 9 сентября 2017 года в поединке против «Теплице» Ибраим забил свой первый гол за «Фастав». В том же году он помог команде выиграть Кубок Чехии.
Летом 2018 года Траоре на правах аренды перешёл в столичную «Славию». 16 сентября в матче против «Словацко» он дебютировал за новый клуб.

## Достижения
Командные
 «Фастав Злин»
- Обладатель Кубка Чехии — 2016/2017